# Sansevieria subtilis
Sansevieria subtilis là một loài thực vật có hoa trong họ Măng tây. Loài này được N.E.Br. miêu tả khoa học đầu tiên năm 1915.